# Барди, Контессина де
Контессина де Барди (1390 — октябрь 1473) — итальянская аристократка из дома Барди. Брачный союз Контессины c Козимо ди Джованни де Медичи усилил влияние дома Медичи во Флоренции.

## Род Барди
Ба́рди (Bardi) — старинный род флорентийских банкиров. Барди возглавляли одну из крупнейших в Европе банковско-торговых компаний (с середины XIII в. до середины XIV в.). Они выступали кредиторами пап и королей. На деньги Барди велась Столетняя война. С конца XIII в. Барди принимали участие в политической жизни Флоренции.

## Биография
Около 1415 года Контессина де Барди вышла замуж за наследника банковского дома Медичи Козимо ди Джованни де Медичи. Супруги стали жить в семье мужа и его родителей — Джованни ди Биччи и его жены Пиккарды Буэри.
Как и брак Джованни и Пиккарды, союз его сына Козимо с Контессиной усилил благородство рода Медичи. Известно, что Контессина, управляя семейными финансами, была крайне осторожна и рачительна.
В браке родилось два сына: Пьеро (1416), Джованни (1421).
Контессина пережила своего супруга на десять лет. После смерти мужа в 1464 году, она жила в семье своего сына Пьеро и его жены Лукреции Торнабуони, воспитывая внуков. Близость с внуками позволила оказывать ей политическое влияние в делах Флоренции от лица семьи Медичи.
Контессина скончалась в период между 26 сентября и 25 октября 1473 года. В честь неё внук Лоренцо назвал свою дочь.

## В кино
- «Медичи» — телесериал совместного производства Италии и Великобритании (2016—…). В роли Контессины де Барди — Аннабель Шоли